# 2MASS J10432508+0001482
2MASS J10432508+0001482 ist ein Brauner Zwerg im Sternbild Sextans. Er wurde 2002 von Donald P. Schneider et al. entdeckt und gehört der Spektralklasse L3 an.